# 천원 (바둑)
천원(天元, zenith)은 바둑의 용어 중 하나로 바둑판의 중심점을 말한다 (중앙이라고도 불린다). 아래 그림의 흑 1의 위치에 해당한다.
|  |  |  |  |  |  |  |  |  |  |  |  |  |  |  |  |  |  |  |
|  |  |  |  |  |  |  |  |  |  |  |  |  |  |  |  |  |  |  |
|  |  |  |  |  |  |  |  |  |  |  |  |  |  |  |  |  |  |  |
|  |  |  |  |  |  |  |  |  |  |  |  |  |  |  |  |  |  |  |
|  |  |  |  |  |  |  |  |  |  |  |  |  |  |  |  |  |  |  |
|  |  |  |  |  |  |  |  |  |  |  |  |  |  |  |  |  |  |  |
|  |  |  |  |  |  |  |  |  |  |  |  |  |  |  |  |  |  |  |
|  |  |  |  |  |  |  |  |  |  |  |  |  |  |  |  |  |  |  |
|  |  |  |  |  |  |  |  |  |  |  |  |  |  |  |  |  |  |  |
|  |  |  |  |  |  |  |  |  |  |  |  |  |  |  |  |  |  |  |
|  |  |  |  |  |  |  |  |  |  |  |  |  |  |  |  |  |  |  |
|  |  |  |  |  |  |  |  |  |  |  |  |  |  |  |  |  |  |  |
|  |  |  |  |  |  |  |  |  |  |  |  |  |  |  |  |  |  |  |
|  |  |  |  |  |  |  |  |  |  |  |  |  |  |  |  |  |  |  |
|  |  |  |  |  |  |  |  |  |  |  |  |  |  |  |  |  |  |  |
|  |  |  |  |  |  |  |  |  |  |  |  |  |  |  |  |  |  |  |
|  |  |  |  |  |  |  |  |  |  |  |  |  |  |  |  |  |  |  |
|  |  |  |  |  |  |  |  |  |  |  |  |  |  |  |  |  |  |  |
|  |  |  |  |  |  |  |  |  |  |  |  |  |  |  |  |  |  |  |

## 유래
바둑판은 19열 19행으로 총 361개의 점이 있는데, 이를 고대 달력에서 1년 360일에 대응시키고 남은 한 점을 "우주의 중심" 또는 "만물의 근원"으로 생각하여 명명하였다. 처음에는 태극으로 불렸는데, 나중에 일본의 바둑 기사인 시부카와 하루미에 의해 천원(天元)으로 명명된 것으로 추측되고 있다.

## 대국시의 유용성
기초적인 바둑 이론에서는 귀→변→중앙 순으로 가치가 있다고 보므로, 초반 천원 착수는 드문 편이다. 하지만 중앙 싸움에 있어서 어느 방향에서의 전투에도 도움이 될 수 있으므로, 포석이 난전 향상으로 흘러간다면 천원도 일리 있는 착수가 될 수 있다.
흑의 입장에서 흉내바둑을 두고자 할 경우, 첫 수를 천원에 두고서 시작할 수 있다. 반대로 백이 흉내바둑을 두고 있을 때, 천원에 착수함으로써 흉내바둑을 끝낼 수 있다.

## 칭호
천원은 박카스배 천원전에서 우승을 따낸 기사에게 주어지는 칭호다. 중국에서도 같은 이름의 기전이 치러지는데, 각 국가 천원전에서 우승을 획득한 기사가 만나 한중 천원전을 치른다. 바둑기사에게 주어지는 칭호는 이밖에 국수(國手), 명인(名人), 기성(棋聖), 기왕(棋王), 왕위(王位) 등이 있다. 